# 小行星8836
小行星8836（8836 Aquifolium）是一颗绕太阳运转的小行星，为主小行星带小行星。该小行星于1989年9月26日发现。

## 轨道参数
小行星8836的轨道半长轴为3.0592902 UA，离心率为0.032。